# Uwan

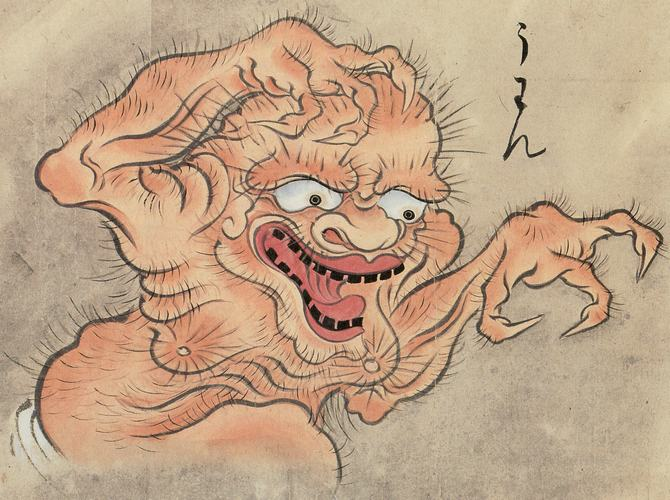
Une uwan représentée par Sūshi Sawaki dans Hyakkai-Zukan.

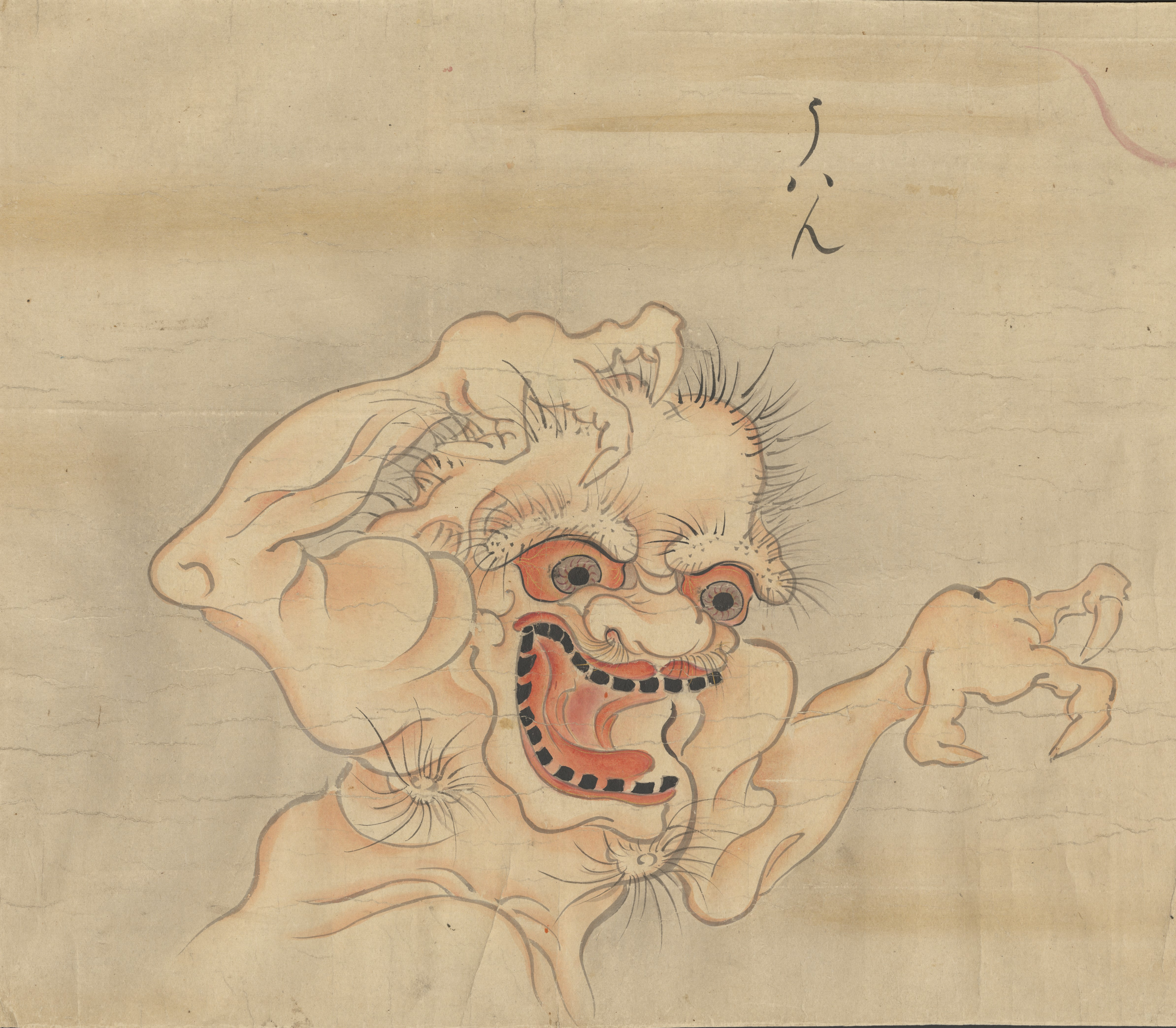
Uwan (ハ ん) de Bakemono no e (物 之, vers 1700), Collection Harry F. Bruning de livres et de manuscrits japonais, Collections spéciales L. Tom Perry, Bibliothèque Harold B. Lee, Université Brigham Young.

Une uwan (うわん) est une voix désincarnée habitant dans les vieux temples ou les maisons abandonnées. Selon les anciennes légendes circulant dans la préfecture d'Aomori, lorsqu'une personne pénètre dans un de ces bâtiments, elle entend le cri strident « Uwan ! ». Seules les personnes à l'intérieur du bâtiment entendent cette voix, ceux qui sont à l'extérieur n'entendent rien. Étant donné qu'une uwan n'a pas de corps, elle n'est pas une menace physique.
Certaines légendes japonaises font référence à des uwan qui se composeraient de son, de lumière ou d'autres éléments naturels. Pendant la période Edo (1601-1868), les artistes représentaient cependant ces démons avec des corps physiques, comme Sūshi Sawaki dans ses œuvres.